# TV Brasil Rio de Janeiro
TV Brasil Rio de Janeiro é uma emissora de televisão brasileira sediada na cidade do Rio de Janeiro, capital do estado homônimo. Opera no canal 2 (41 UHF digital) e é uma emissora própria e co-geradora da TV Brasil.

## História

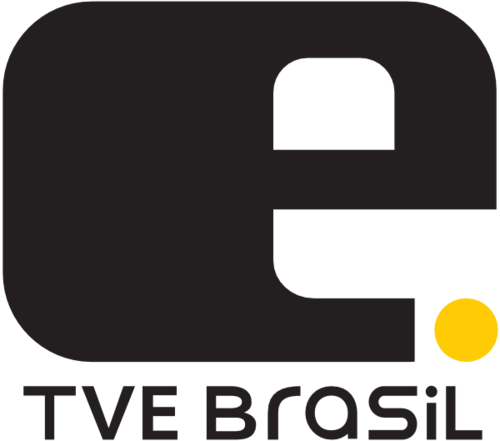
Logotipo da emissora entre 2005 e 2007, quando se chamava TVE Brasil.

No dia 5 de novembro de 1975, a TVE fez sua primeira transmissão através do canal 2, ainda em caráter experimental. A emissora só passou a operar em definitivo no dia 4 de fevereiro de 1977, exibindo 6 horas de programação diária.
No dia 3 de dezembro de 1979, entrou no ar a Rede de Televisão Educativa, composta por 20 emissoras. Os programas É Preciso Cantar e Pequena Antologia da MPB, apresentados por Grande Otelo, tinham a preocupação com a memória nacional. Financiados pela Rede Globo e produzidos pela TVE, surgiram dois bem sucedidos seriados da teledramaturgia infantil: Pluft, o Fantasminha (1975) e Sítio do Picapau Amarelo (1977). Também nesta fase inicial, destacou-se a série Patati Patatá, premiada no Japão como o melhor programa de conteúdo pedagógico do mundo em 1981. Neste ano, Flávio Migliaccio estreou o seriado As Aventuras de Tio Maneco, no qual Flávio interpretava Tio Maneco, personagem no qual ele já tinha interpretado no cinema em dois filmes, um de 1971 e outro de 1978.
No dia 8 de outubro de 1981, a FCBTVE passou a englobar 4 centros de comunicação (televisão, rádio, informática e multimeios), criando assim o Fundo de Financiamento da Televisão Educativa (FUNTEVÊ). No dia 26 de novembro, o centro de televisão recebeu o nome Centro Brasileiro de Televisão Educativa Gilson Amado, em homenagem ao professor, falecido há exatos dois anos. A TVE era parte da extinta Fundação Roquette Pinto, órgão vinculado à Secretaria de Comunicação Social da Presidência da República. Em 1992, a TVE passa a adotar a denominação Rede Brasil, que é usada até 1996. No dia 16 de janeiro de 1998, a fundação tornou-se Associação de Comunicação Educativa Roquette Pinto (ACERP), passando a captar patrocínio para financiar parte de sua programação. No dia 28 de outubro, é criada, em São Paulo, a Rede Pública de Televisão, uma divisão da ACERP para unificar conteúdos de todas as emissoras educativas do país, onde a TVE coordenava junto com a TV Cultura. Em 2001, o canal volta a ser denominado como Rede Brasil. A partir de 2005, a Rede Brasil passa a ser denominada como TVE Brasil.
Em 2007, o então presidente Luiz Inácio Lula da Silva assina um decreto que criaria a Empresa Brasil de Comunicação (feita a partir de uma fusão entre a ACERP e a Radiobrás, de Brasília, unificando também os órgãos de rádio e televisão educativas governamentais), além de uma emissora de televisão de caráter público. Às 12 horas (horário de Brasília) do dia 2 de dezembro, reunindo-se com os canais da extinta Radiobrás, a TVE Brasil é extinta e em seu lugar, entra no ar a TV Brasil. No mesmo dia, foi lançado o sinal de televisão digital na capital paulista, inaugurando a nova tecnologia no Brasil. Com isso, a TV Brasil Capital é responsável pela parte jornalística e cultural da TV Brasil, enquanto a TV Brasil Rio de Janeiro se responsabiliza pelo conteúdo artístico e educativo da emissora, mas ambos podem produzir diferentes conteúdos, como o Repórter Brasil Tarde que é feito no RJ.

## Sinal digital
A emissora iniciou suas transmissões digitais em 23 de setembro de 2008, através do canal 41 UHF. Boa parte da programação era exibida em definição padrão até 2015, quando a TV Brasil passou a ter um sinal em alta definição no satélite, e assim a maioria dos programas passou a ser exibida no formato. Em 22 de janeiro de 2016, a emissora passou a exibir em seus subcanais digitais os sinais da TV NBR (2.2), TV Escola (2.3) e Canal Saúde (2.4). Em 10 de abril de 2019, o subcanal 2.2 passou a ser o canal secundário da TV Brasil, em razão da fusão da NBR com a emissora.
Transição para o sinal digital
Com base no decreto federal de transição das emissoras de TV brasileiras do sinal analógico para o digital, a TV Brasil Rio de Janeiro, bem como as outras emissoras da cidade do Rio de Janeiro, cessou suas transmissões pelo canal 02 VHF em 22 de novembro de 2017, seguindo o cronograma oficial da ANATEL.